# SN 2007ex
SN 2007ex – supernowa typu Ia odkryta 28 czerwca 2007 roku w galaktyce A002649+2110. W momencie odkrycia miała maksymalną jasność 19,70m.